# 폭풍의 언덕 (1954년 영화)
폭풍의 언덕(Abismos De Pasion, Wuthering Heights)은 멕시코에서 제작된 루이스 부뉴엘 감독의 1954년 영화이다. 호르헤 미스트랄 등이 주연으로 출연하였고 오스카 덩시거스 등이 제작에 참여하였다.

## 출연

### 주연
- 호르헤 미스트랄

### 조연
- 에르네스토 알론소
- 프란시스코 레이규에라
- 호르텐시아 산토베나
- 제이미 곤잘레스 퀴노네스
- 루이스 아세베스 카스타네다

## 제작진
- 원작자: 에밀리 브론테
- 미술: 에드워드 피츠제럴드